# Taravilla
Taravilla bezeichnet einen Ort und eine Gemeinde (municipio) mit 41 Einwohnern (Stand: 2024) im Nordosten der Provinz Guadalajara in der Autonomen Gemeinschaft Kastilien-La Mancha in Zentralspanien.

## Lage
Taravilla liegt im Iberischen Gebirge im Osten der Provinz Guadalajara in einer Höhe von 1325 m. Die Entfernung zur westlich gelegenen Provinzhauptstadt Guadalajara beträgt ca. 110 Kilometer (Fahrtstrecke).

## Bevölkerungsentwicklung
| Jahr      | 1960 | 1970 | 1981 | 1991 | 2001 | 2011 | 2021 |
| Einwohner | 288  | 138  | 71   | 79   | 67   | 46   | 32   |

## Sehenswürdigkeiten
- Kirche Mariä Himmelfahrt
- Ruine der Mameskapelle